# 芳賀真人
芳賀 真人（はが まひと、1908年（明治41年）11月29日 - 1939年（昭和14年）1月16日）は、日本の元体操選手 。

## 経歴・人物
1932年のロサンゼルスオリンピックの体操競技（平行棒、鉄棒）に出場した。